# 大学への数学
『大学への数学』（だいがくへのすうがく）は、大学受験での数学を題材とした東京出版の雑誌。略称は大数（だいすう）。

## 創刊
本誌は都市圏以外に在住する学生が受験関連の情報にアクセスしやすくなることを目的として、1957年に黒木正憲により東京出版の創業と併せて創刊された。黒木自身はもともと法学部の出身だが、勤めていた予備校で数学を教えていた際、母校である宮崎県立妻中学校で執り行われていた数学の授業内容に対し危機感を覚えたことがきっかけで、本誌の創刊で出版業界に参入した。

## 内容
月刊で、毎刊B5サイズの100ページ程度である。
毎月の履修テーマに沿ってレベル別に問題を集めた演習、月のテーマ外のテーマの演習、履修事項の解説と例題の講義が主な内容で、問題と解答を示す問題集的な内容となっている。毎月の履修テーマは1年をかけて高校数学の履修範囲を網羅するように計画されている。
掲載される問題は過去の大学入試問題（過去問）からの選出がほとんどで、一部に本誌オリジナルの問題がある。
本誌における問題の難易度の位置付けは、難易度を1（易）～10（難）として
- A（基本）… 5以下
- B（標準）… 6～7
- C（発展）… 8～9
- D（難問）… 10

とされており、B、Cレベルを中心に掲載されている。
解答は解答方針の立て方、解法の体系化を意識した視点の高い解答を特徴としており、上級者向きと言える。
東京出版の本誌ホームページによれば、編集方針として「高校数学を常に高い視点から捉え、個々の問題の縦横の関連性を自然な発想で解き明かし、読者をより高いレベルへ導くことをメインテーマとしています」、「有名大学入試にも対応できる実力を養成していきます 」とある。
難関大学の主として理系学部を志望する受験生を対象としてレベルの高い解法を提示する編集方針である。
本誌は高校数学での履修内容を体系的にまとめることに加え、受験数学に限らず学問としての数学にも読者に関心を持ってもらえるような内容を目指して編集されている。
特に巻末に収録される「学力コンテスト」（通称：学コン）は創刊号の1957年6月号から実施され数学の問題が毎月6題出題されるが、大学入試で出題される問題とは異質な内容になっている。発売日から20日程度までが解答期限として設定されており、毎月投稿される約1000通（1996年時点）の応募のなかから上位の成績を収めたものは氏名が掲載される。正答していてもエレガントな解法でない場合には辛口のコメント付きで添削され、入賞者にはバインダーなどが贈呈される。学コンよりも難易度の高い問題は「宿題」というコーナーで出題されている。
他に本誌オリジナル問題による模擬試験の「大数模試」も本誌上に掲載される。
月刊の本誌の他に増刊号としてテーマ別の問題集・参考書が大学への数学シリーズで発行されている。
創刊以来30年程度は創刊者の弟に当たるデザイナーの黒木靖夫が表紙のデザインを担当した。

## 受容
2014年にノーベル物理学賞を受賞した電子工学者の天野浩や、マグマ学者の巽好幸も高校時代・受験生時代に愛読しており、巽は「受験勉強というより数学としておもしろかったです」と評している。フィールズ賞を受賞した森重文は学コンの成績上位者に名を連ねていた一人であり、「とことん考えることを教わりました。（中略）『大学への数学』から教わった私の原点の一つです」と朝日新聞の取材で語っている。さらに東京大学の俣野博は本誌のコーナー「宿題」に影響を受け、自身にとって初めてとなる学術論文を執筆するに至ったと明かしている。そのほか、片岡清臣（東大）、黒川信重（東工大）、神保道夫（京大）といった数学者、学習塾SEGの創立者である古川昭夫、作曲家の倉本裕基、服飾史家の中野香織も本誌愛読者OBとされている。
本誌は難関大学の理系学部を志望する高校生向けの数学雑誌という位置づけで「受験生のバイブル」と称されることもある。発行部数は2005年の時点で公称8万部とされており、創刊時から編集者として携わった東大名誉教授の藤田宏は、学制改革の後に新課程向けの教科書が要請されたなかで、高難易度の内容を含む本誌の編集方針が読者に受けたため刊行数が伸びたのだろうと話している。2014年における朝日新聞の取材によれば、中高一貫校の神奈川県立相模原中等教育学校では最終学年の春期に『大学への数学』が教科書として利用されることが紹介された。そのほか朝日新聞社が2019年の大学入試合格者に対してアンケートをとったところ、東大生が愛用していた参考書、東大理系・京大生が薦める参考書のなかに『大学への数学』シリーズが名を連ねた。
2006年6月には本誌の創刊50周年を祝うパーティーも開催され、本誌の編集者に加え森重文などの数学者、予備校講師が列席した。

## 主な執筆者・編集者
過去の執筆者を含む。
- 本部均
- 藤田宏[4]
- 寺田文行
- 淡中忠郎
- 安田亨[4][14]
- 青木亮二
- 戸田アレクシ哲

## 関連書誌

### 増刊号
以下は2021年時点のもの。
- 入試数学の基礎徹底
- 新数学スタンダード演習
- 数学IIIスタンダード演習
- 入試の軌跡／東大
- 入試の軌跡／京大
- 入試の軌跡／私大医学部
- 合否を分けたこの1題
- 新数学演習

### 書籍
以下は2021年時点のもの。
- 1対1対応の演習 (数学I, A, II, B, III複素数平面、III微積分)
- プレ・1対1対応の演習(数学I, A, II, B)
- 教科書NEXT (ベクトル、数列、図形と方程式、三角比と図形)
- 共通テスト必勝マニュアル (数学IA, IIB)
- この問題が合否を決める！
- 分野別重点シリーズ (マスター・オブ・整数、マスター・オブ・場合の数)
- ちょっと差がつくうまい解法
- 東大数学で1点でも多く取る方法 (理系、文系)
- 難関大入試数学 数列の難問とその周辺
- 難関大入試数学 解決へのアプローチ
- 難関大入試数学 発展していく三角関数
- 難関大入試数学 思考力を鍛える不等式
- 難関大入試数学 方針をどう立てるか
- 数学を決める論証力
- ハッとめざめる確率 (第2版）
- 解法の探求・微積分
- 解法の探求・確率
- 微積分／基礎の極意
- 解法の突破口 (第3版）
- 入試のツボを押さえる 重点学習／数学IAIIB
- 数学IIIの入試基礎 講義と演習
- 数学ショートプログラム
- ほぼ計算不要の思考力・判断力・表現力トレーニング/数学IA,数学II
- ポケット日日の演習 (ベクトル・座標、数列・整数、場合の数・確率）
- 考え抜く数学  ~学コンに挑戦~ - 新作問題演習の後継。
- もっと考え抜く数学 ~学コンの発展問題に挑戦~ - 新作問題演習の後継。
- 考え抜く数学・理系 ~学コンに挑戦~ - 理系・新作問題演習の後継。
- 真・解法への道!／数学IAIIB
- 東大・入試数学 50年の軌跡
- 京大・入試数学 51年の軌跡

### 廃刊した増刊号・書籍
- 新作問題演習 - 1958年から欠かさず刊行していたが、1993年で廃刊。最初の増刊号[5]。
- 理系・新作問題演習　- 1993年で廃刊。
- イヴォンヌ・ソルテー&ルネ・ソルテー著 なぜ初等幾何は美しいか―三角形幾何学 - 絶版。
- 解法の探求I - 絶版。
- 解法の探求II - 絶版。
- 入試物理プラス - 絶版。
- 入試の軌跡／センター試験 - 2020年度で廃刊。
- センター試験必勝マニュアル - 2020年度で廃刊[20]。